# Oprawa złotnicza
Oprawa złotnicza (klejnotowa, ołtarzowa, luksusowa) – rodzaj oprawy powstałej we wczesnym średniowieczu. Stosowana głównie w kodeksach liturgicznych stanowiła najczęściej dar dla papieża, bądź osób panujących. Do ich wyrobu stosowano wszelkie techniki złotnicze. Rzeźbiono w kości słoniowej, wykorzystywano cyzelowanie, trybowanie oraz grawerowanie w srebrze i złocie, a także wysadzanie kamieniami szlachetnymi, półszlachetnymi (oprawy klejnotowe), bądź kryształami górskimi (oprawy będące jednocześnie relikwiarzami). Nierzadko emaliowano (oprawy emaliowane).

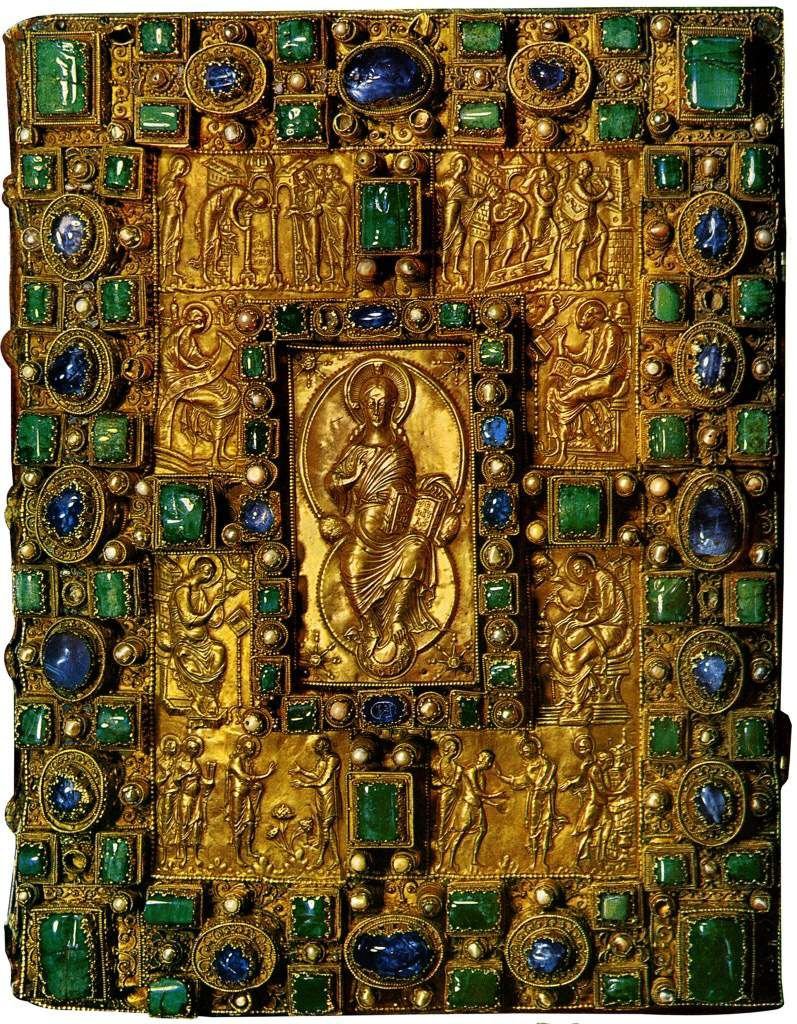
Złoty Kodeks z St. Emmeram – przykład oprawy klejnotowej

Oprawa złotnicza składa się z pokrytej złotem skóry (od XV w. aksamitu) lub blachy ze złota/srebra wraz z guzami oraz spinającą grzbiety klamrą. Wszystkie elementy łączono z deską stanowiącą podstawę. Okładzin kodeksów nie zdobiono jednolicie. W sposób szczególny koncentrowano się na części przedniej oraz grzbiecie książki (funkcja reprezentacyjna oprawy), natomiast część tylna pozostawała skromna. Rzemieślnikami odpowiedzialnymi za wytwórstwo opraw złotniczych byli złotnicy oraz snycerze.
Oprawa złotnicza stanowiła bardzo dobrą ochronę dla książki, aczkolwiek przyciągała złodziei, co często prowadziło do jej zniszczenia.
Spotykana do XIX wieku pod postacią zdobionych masą perłową, kością słoniową oraz okuciami modlitewników.

## Szczególne rodzaje opraw złotniczych
- Oprawy klejnotowe – wysadzane kamieniami szlachetnymi lub półszlachetnymi.
- Oprawy emaliowane – pokryte wielobarwną emalią.
- Oprawy zawierające w centrum płaskorzeźbę wykonaną w złocie, lub w kości słoniowej (pozostałość po rzymskich tabliczkach konsularnych). Zazwyczaj wzór nawiązywał do konkretnej miniatury w tekście. Stosowano przeważnie w połączeniu z innymi technikami zdobniczymi.

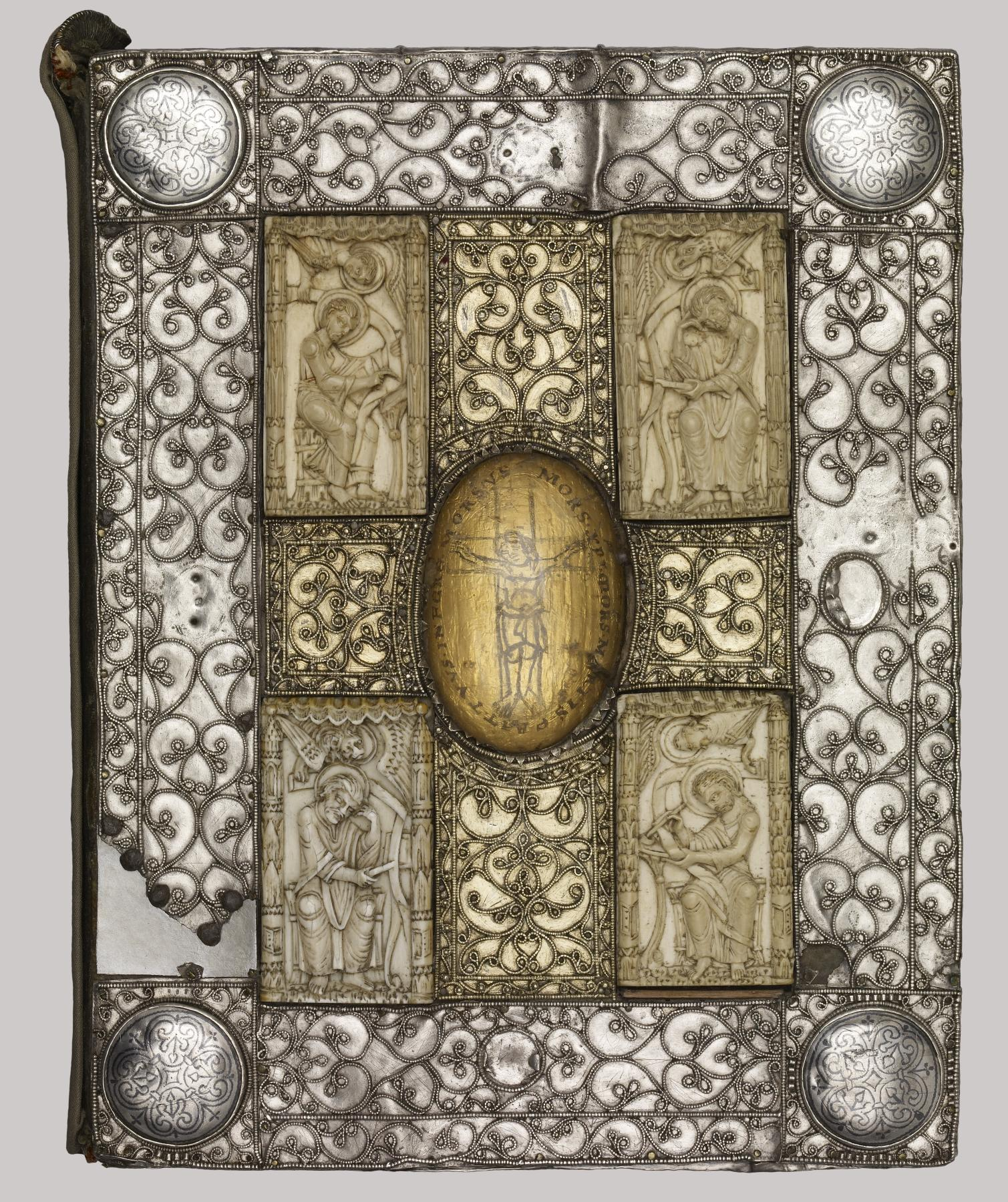
Oprawa złotnicza
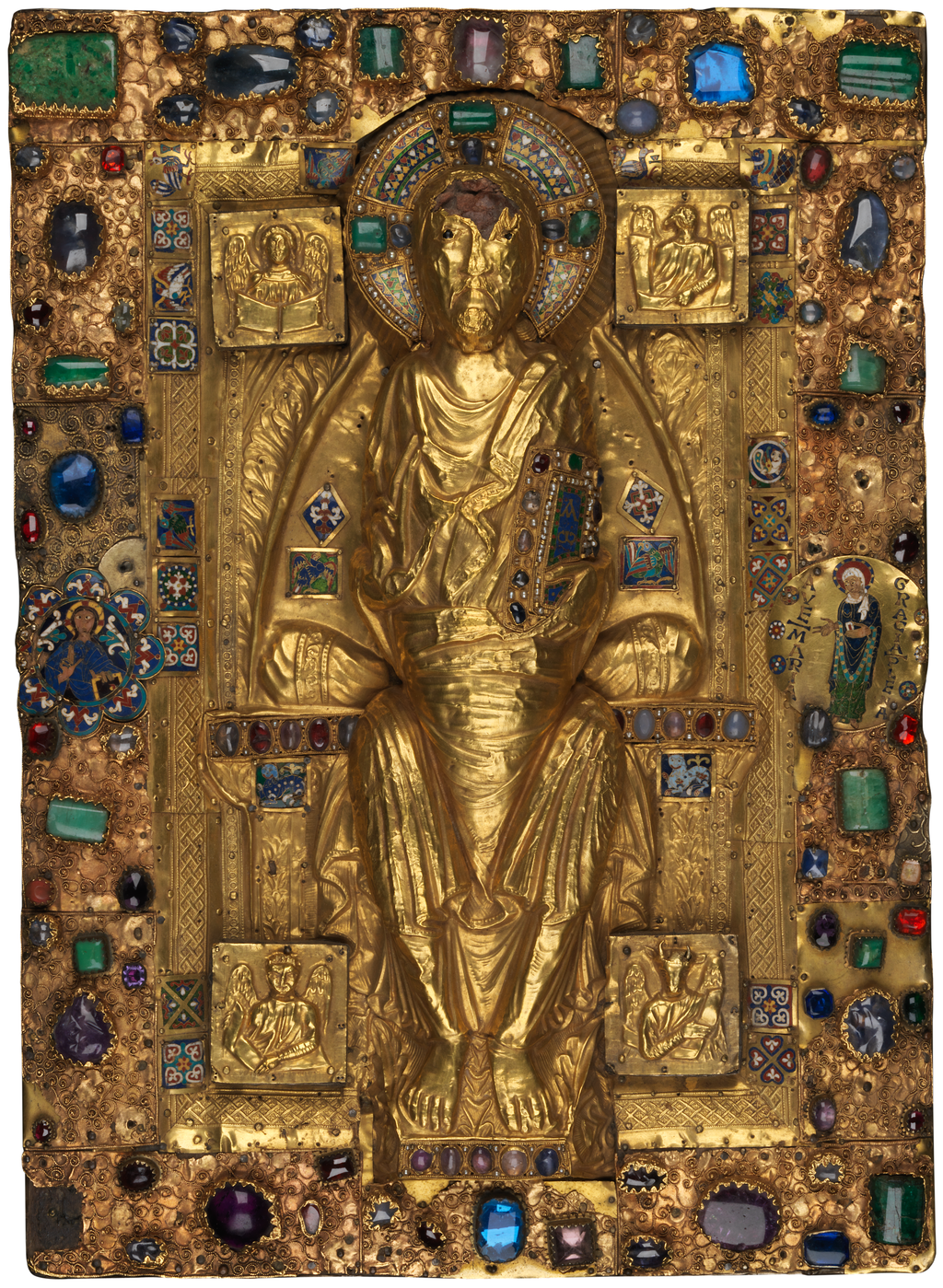
Codex of Uta – oprawa klejnotowa z centralną płaskorzeźbą w złocie